# Lourdes Alves Araújo
Lourdes Alves Araújo (1956 - 24 de maio de 2021) foi uma feminista timorense, activista separatista e política. Como membro do partido político Frente Revolucionária por um Timor-Leste Independente, serviu no Parlamento Nacional de Timor-Leste.
Alves Araújo faleceu a 24 de maio de 2021, com 64 anos.